# Abruzské Apeniny
Abruzské Apeniny, také Abruzský Apenin či Abruzy
(italsky  Appennino abruzzese) je soustava horských pásem ve střední Itálii, ve Středních Apeninách. Nachází se především v regionu Abruzzo, částečně zasahuje i do regionů Molise a Lazio. Abruzské Apeniny tvoří nejvyšší část Apenin. Leží zde nejvyšší hora Apenin Corno Grande (2 912 m) v masivu Gran Sasso.

## Geografie a geologie
Abruzské Apeniny se rozkládají od průsmyku Passo di Montereale, respektive Passo della Torrita na severu, k horním tokům řek Sangro a Volturno na jihovýchodě. Nejvyšší horské masivy přesahují výšku 2 000 m a v některých případech i 2 500 m. Od výšky 1 900 až 2 000 m jsou vrcholy hor modelovány pleistocenními ledovci.
Hory vystupují z nadmořské výšky 500 až 700 m a místy přesahují prominenci 1 500 m. Horské masivy a hřebeny se rozkládají v podélném směru (severozápad - jihovýchod). Jsou tvořeny vápenci a dolomity ze středního triasu až raného miocénu.

## Členění
- Východní část tvoří nejvyšší horské masivy. Leží při pobřeží Jaderského moře.
  - Monti della Laga (Monte Gorzano, 2 458 m)
  - Gran Sasso (Corno Grande, 2 912 m)
  - Majella (Monte Amaro, 2 793 m)

- Střední část tvoří široké masivy, v nejvyšší části horské plošiny.
  - Monte Velino (2 487 m)
  - Monte Sirente (2 349 m)

- Západní část je nejnižší, zasahuje na území Lazia, ve své střední části hory přesahují nadmořskou výšku 2 000 m[4]
  - Monti Simbruini (Monte Cotento, 2 015 m)
  - Monti Ernici (Monte Passeggio, 2 064 m)
  - Monti della Meta (Monte Petroso, 2 247 m)
  - Monti Marsicani (Monte Greco, 2 285 m)